# 野中政宏
野中 政宏（のなか まさひろ、1968年10月15日 - ）は、日本の男性声優、ナレーター。現在はフリー。広島県広島市出身。身長178cm。血液型はA型。

## 経歴・人物
以前は大阪テレビタレントビューロー（TTB）、キャラ、ボズアトールに所属していた。2024年4月、フリーとして独立。屋号は「FLAT-3（フラット・スリー）」。
TTB所属時代から、SNKの対戦型格闘ゲーム『ザ・キング・オブ・ファイターズ』シリーズの初代（オロチ編〈『'95』 - 『'97』〉）主人公・草薙京の声を演じていた。デビュー当初からナレーターを主軸に活動しており、TV・ラジオの番組やCMなどに限らず、企業PV、企業や官公庁のWeb動画など幅広く活躍している。
趣味はスポーツ観戦。プロ野球では広島東洋カープ、サッカーJリーグでは京都サンガF.C.、バスケットBリーグでは大阪エヴェッサのファン。その他、モータースポーツやフィギュアスケートなど幅広いスポーツ好きとして知られている。
幼い頃から車が好きで、学生時代に免許を取得してからは車の運転が趣味のひとつ。中でもユーノス・ロードスターには20年乗り続け、もうひとつの趣味であるキャンプへロードスターで出かけていたらしい。現在もマツダ車のフィーリングを気に入っているマツダファンでもある。

## 出演
太字はメインキャラクター。

### アニメ
- The King of Fighters: Another Day（2005年、草薙京）

### ゲーム
- ザ・キング・オブ・ファイターズシリーズ（1994年 - 2010年、草薙京[注 1]、京‐1、京‐2） - 23作品[一覧 1]
- サムライスピリッツシリーズ（1995年 - 2004年、首斬り破沙羅） - 5作品[一覧 2]
- CAPCOM VS. SNKシリーズ（2000年 - 2001年、草薙京） - 3作品
- SNK VS. CAPCOM SVC CHAOS（2003年、草薙京）
- ネオジオバトルコロシアム（2005年、草薙京）

### ラジオ
- バール・サンドリオン[1]
- DRAMAVOX[1]

### CM（TV・ラジオ・WEB）
- 学研[1]
- スタジオジブリ[1]
- 田辺製薬[1]
- キリン[1]
- ほっかほっか亭
- 天下一品
- 551蓬萊
- 焼肉の名門 天壇
- 日本電気硝子
- 広島東洋カープ

### 企業PV・展示映像・WEB動画
- 大和ミュージアム（クラウドファウンディング返礼品）
- NTT西日本
- 関西大学
- 平城宮跡資料館
- 海の京都
- 関西電力
- 関西電力送配電

### TV番組ナレーション
- 四季の釣り（サンテレビ）
- S-mail[1]
- どっちの料理ショー（番宣）[1]
- デジクリナウ[1]
- 岸和田だんじり祭 実況生中継（OP・EDナレーション）（テレビ岸和田）

### その他
- 京都パープルサンガスタジアムDJ（2002年 - 2006年）
- 痛快!明石家電視台 ゲスト出演（2018年）